# Du Skaparande
Du Skaparande är en psalm vars text är skriven av Inge Hertz Aarestrup och översatt till svenska av Lars W Freij. Musiken är skriven av Werner Fischer Nielsen.

## Publicerad i
- Psalmer i 2000-talet som nummer 805 under rubriken "Verklighetsuppfattning, tillvaron som Guds skapelse".[1]